# Свонсборо (Північна Кароліна)
Свонсборо (англ. Swansboro) — місто (англ. town) в США, в окрузі Онслов штату Північна Кароліна. Населення — 3744 особи (2020).

## Географія
Свонсборо розташоване за координатами 34°41′35″ пн. ш. 77°8′1″ зх. д. / 34.69306° пн. ш. 77.13361° зх. д. (34.693159, -77.133630).  За даними Бюро перепису населення США в 2010 році місто мало площу 5,79 км², з яких 5,42 км² — суходіл та 0,38 км² — водойми.

## Демографія
Згідно з переписом 2010 року, у місті мешкали 2663 особи в 1157 домогосподарствах у складі 758 родин. Густота населення становила 460 осіб/км².  Було 1379 помешкань (238/км²).
Расовий склад населення:
| - 89,9 % — білих - 3,5 % — чорних або афроамериканців - 1,8 % — азіатів - 0,4 % — корінних американців |

До двох чи більше рас належало 3,5 %. Частка іспаномовних становила 4,5 % від усіх жителів.
За віковим діапазоном населення розподілялося таким чином: 23,6 % — особи молодші 18 років, 61,0 % — особи у віці 18—64 років, 15,4 % — особи у віці 65 років та старші. Медіана віку мешканця становила 38,0 року. На 100 осіб жіночої статі у місті припадало 85,6 чоловіків;  на 100 жінок у віці від 18 років та старших — 80,5 чоловіків також старших 18 років.
Середній дохід на одне домашнє господарство  становив 59 548 доларів США (медіана — 43 422), а середній дохід на одну сім'ю — 71 934 долари (медіана — 58 333). За межею бідності перебувало 26,1 % осіб, у тому числі 52,4 % дітей у віці до 18 років та 7,2 % осіб у віці 65 років та старших.
Цивільне працевлаштоване населення становило 1139 осіб. Основні галузі зайнятості: освіта, охорона здоров'я та соціальна допомога — 37,7 %, мистецтво, розваги та відпочинок — 16,0 %, роздрібна торгівля — 10,9 %, публічна адміністрація — 8,6 %.